# Korea StarCraft League
La KSL (Korea StarCraft League o Liga coreana de StarCraft) es una serie de torneos de StarCraft: Remastered organizada por Blizzard Entertainment en Corea del Sur. Se anunció en junio de 2018 y comenzó su primera temporada al mes siguiente. Se emite regularmente en coreano e inglés por Twitch. Los principales casters en inglés para el evento son Dan  "Artosis" Stemkoski y Nicolas "Tasteless" Plott . Actualmente se disputa junto al AfreecaTV StarCraft League (ASL) de afreecaTV, las dos ligas coreanas de primer nivel para StarCraft: Remastered.

## Historia
El KSL se anunció para coincidir con el vigésimo aniversario de la serie StarCraft, convirtiéndose en la primera liga de Blizzard para la escena de StarCraft de Corea desde el lanzamiento de StarCraft en 1998. Antes de las finales de la primera temporada, se anunció la segunda temporada, con los clasificados a fines de septiembre de ese año y el juego regular a partir de octubre. La final de la primera temporada tuvo lugar en el Yes24 Live Hall en Seúl, con Kim "Last" Sung Hyun convirtiéndose en el primer campeón de la KSL.
Durante la BlizzCon 2018, los campeones de ambas ligas de StarCraft coreanas, la KSL y la ASL, se enfrentaron en una competencia llamada KSL vs. ASL.
La final de la segunda y última temporada del año inaugural de la liga tuvo lugar en el Centro de Artes Donghae de la Universidad Kwangwoon, donde Kim "Soulkey" Min Chul se convirtió en el nuevo campeón.
En febrero de 2019 se anunció la tercera temporada de la competencia, confirmando que la KSL también se ejecutaría en 2019. Las finales de la tercera temporada tuvieron lugar en el Nexon Arena en Seúl. Con su victoria sobre Byun "Mini" Hyun Je, Jung "Rain" Yoon Jong se convirtió en el segundo jugador en ganar las dos ligas coreanas de más alto nivel en el período posterior a KeSPA.

## Resultados
| Año  | Nombre de Torneo | Fecha                                    | Premios    | Ganador              | Subcampeón | Tercer puesto |
| ---- | ---------------- | ---------------------------------------- | ---------- | -------------------- | ---------- | ------------- |
| 2018 | KSL season 1     | 19 de julio al 8 de septiembre de 2018   | US$ 71 254 | Last Kim Sung Hyun   | Jaedong    | Rain Soulkey  |
| 2018 | KSL season 2     | 18 de octubre al 15 de diciembre de 2018 | US$ 70 522 | Soulkey Kim Min Chul | Sharp      | Rain Last     |
| 2019 | KSL season 3     | 18 de abril al 8 de junio de 2019        | US$ 67 492 | Rain Jung Yoon Jong  | Mini       | Stork Snow    |
| 2019 | KSL season 4     | 31 de octubre al 29 de noviembre de 2019 | US$ 67 831 | Light Lee Jae Ho     | Rain       | Zero SoMa     |

## Sitio web
- Korea StarCraft League en Liquipedia

- Datos: Q60744431